# Salacia impressifolia
Salacia impressifolia, conocida como guoguo, cacama o guapomó, es una especie de bejuco de la familia Celastraceae, que se encuentra en los bosques húmedos de México, Centroamérica, Colombia, Ecuador, Perú y Guayana.
El fruto, de color amarillo, es comestible fresco.